# Еврейские цифры
Евре́йская систе́ма счисле́ния в качестве цифр использует 22 буквы еврейского алфавита. Каждая буква имеет своё числовое значение от 1 до 400. Ноль отсутствует. Числа, записанные таким образом, наиболее часто можно встретить в нумерации лет и дней месяца по иудейскому календарю.
Алфавитные обозначения чисел были заимствованы евреями у древних греков, по-видимому из Милета, которые изобрели эти обозначения ещё в VII веке до н. э. У евреев использование алфавитных обозначений чисел окончательно вошло в обиход ко II веку до н. э.

## Таблица
| Десятичная запись | Буквы      |
| ----------------- | ---------- |
| 0                 |            |
| 1                 | א          |
| 2                 | ב          |
| 3                 | ג          |
| 4                 | ד          |
| 5                 | ה          |
| 6                 | ו          |
| 7                 | ז          |
| 8                 | ח          |
| 9                 | ט          |
| 10                | י          |
| 20                | כ          |
| 30                | ל          |
| 40                | מ          |
| 50                | נ          |
| 60                | ס          |
| 70                | ע          |
| 80                | פ          |
| 90                | צ          |
| 100               | ק          |
| 200               | ר          |
| 300               | ש          |
| 400               | ת          |
| 500               | ת״ק или ך  |
| 600               | ת״ר или ם  |
| 700               | ת״ש или ן  |
| 800               | ת״ת или ף  |
| 900               | תת״ק или ץ |

## Запись
Еврейские числа записываются справа налево, в порядке убывания разрядов; перед последней (левой) буквой ставится гершаим (״, часто заменяемый символом двойной кавычки — "). Если буква всего одна, то после неё ставится ге́реш (׳, часто заменяемый на одиночную кавычку — ').
Для обозначения 1—9 тысяч используются первые 9 букв с числовым значением 1—9, после которых ставится гереш.
Еврейская система счисления — аддитивная (не позиционная), числа, обозначаемые буквами, просто складываются.

## Исключения
Числа 15 и 16 традиционно записываются как ‏ט״ו‏‎ (9 + 6) и ‏ט״ז‏‎ (9 + 7).
Это делается, чтобы избежать сочетаний ‏י"ה‏‎ (10 + 5) и ‏י"ו‏‎ (10 + 6), которые напоминают написание имени Бога.
В еврейском календаре эти числа месяца (15 и 16) падают на полнолуние, так как еврейский месяц всегда начинается с новолуния.
Если сочетание букв, построенное по этим правилам, получается похоже на слово с негативным значением, то иногда меняют порядок букв. Например, 1983—1984 годам по общепринятому летоисчислению соответствует 5744 год (или 744 год текущего тысячелетия) от Сотворения мира. В данном случае число 744, выражаемое буквами תשמ״ד («будешь уничтожен»), заменяется на תמש"ד («конец чёрта»).